# Routemaster

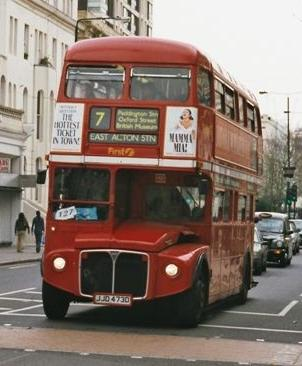
Van de Routemaster dubbeldekker voor Londen zijn 2856 exemplaren gebouwd

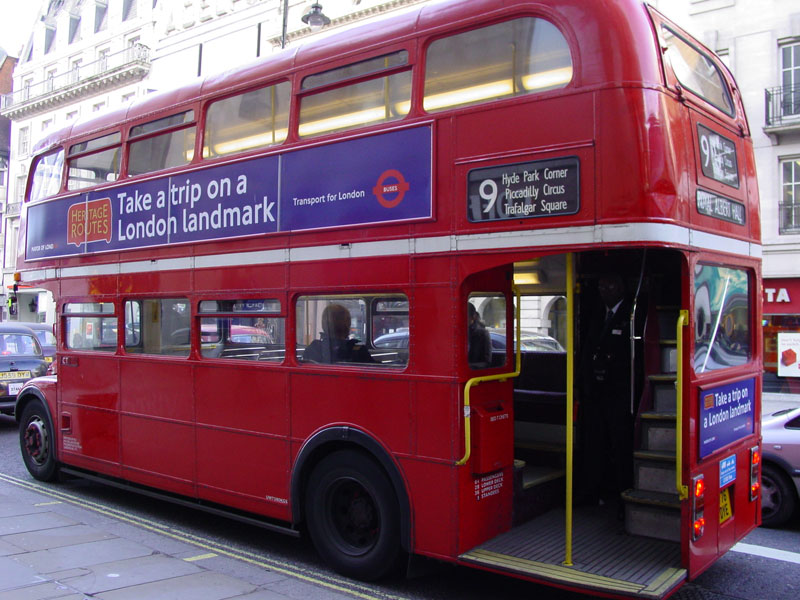
De ingang achteraan de bus

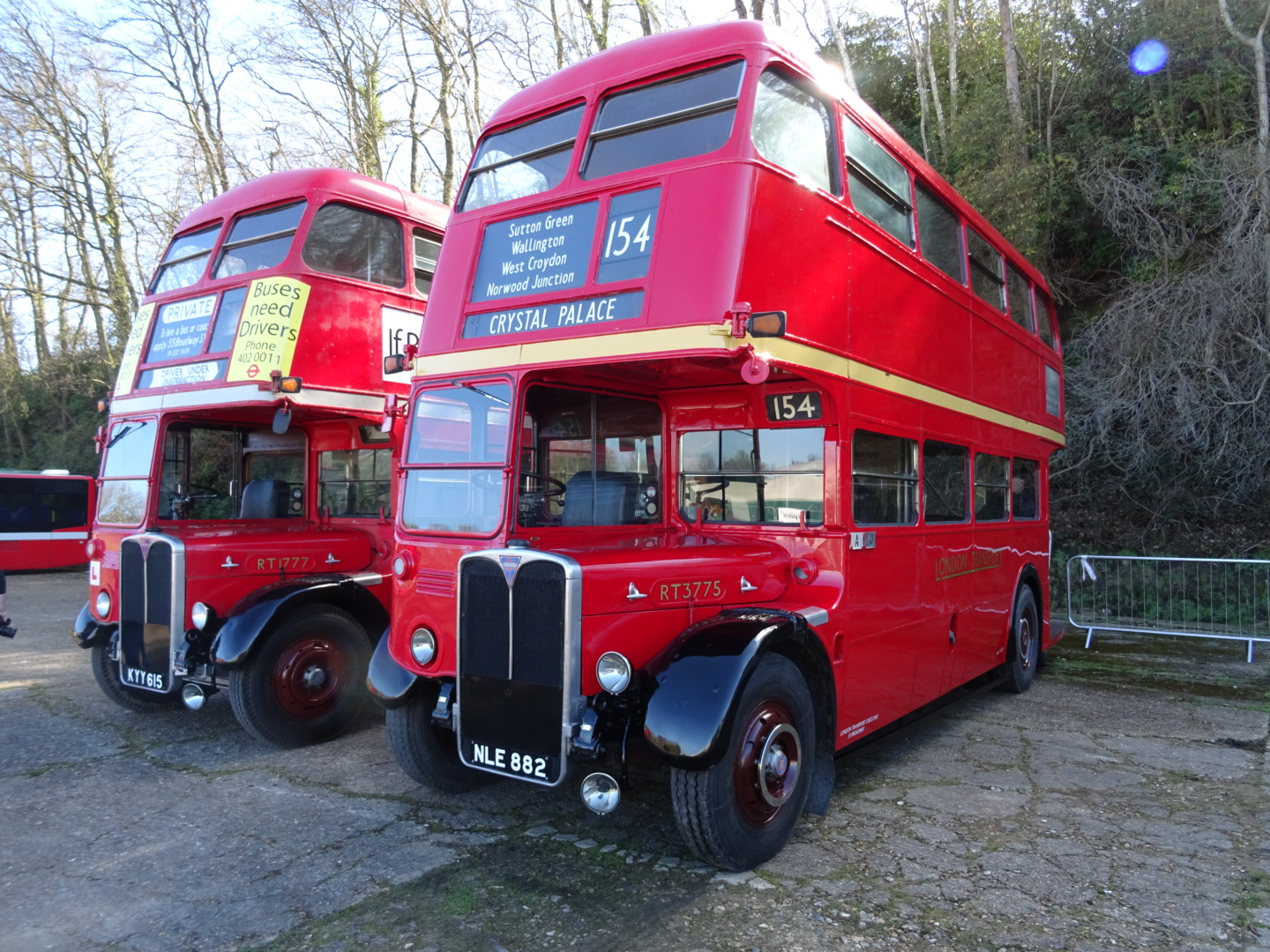
De RT, de voorganger van de RM Routemaster

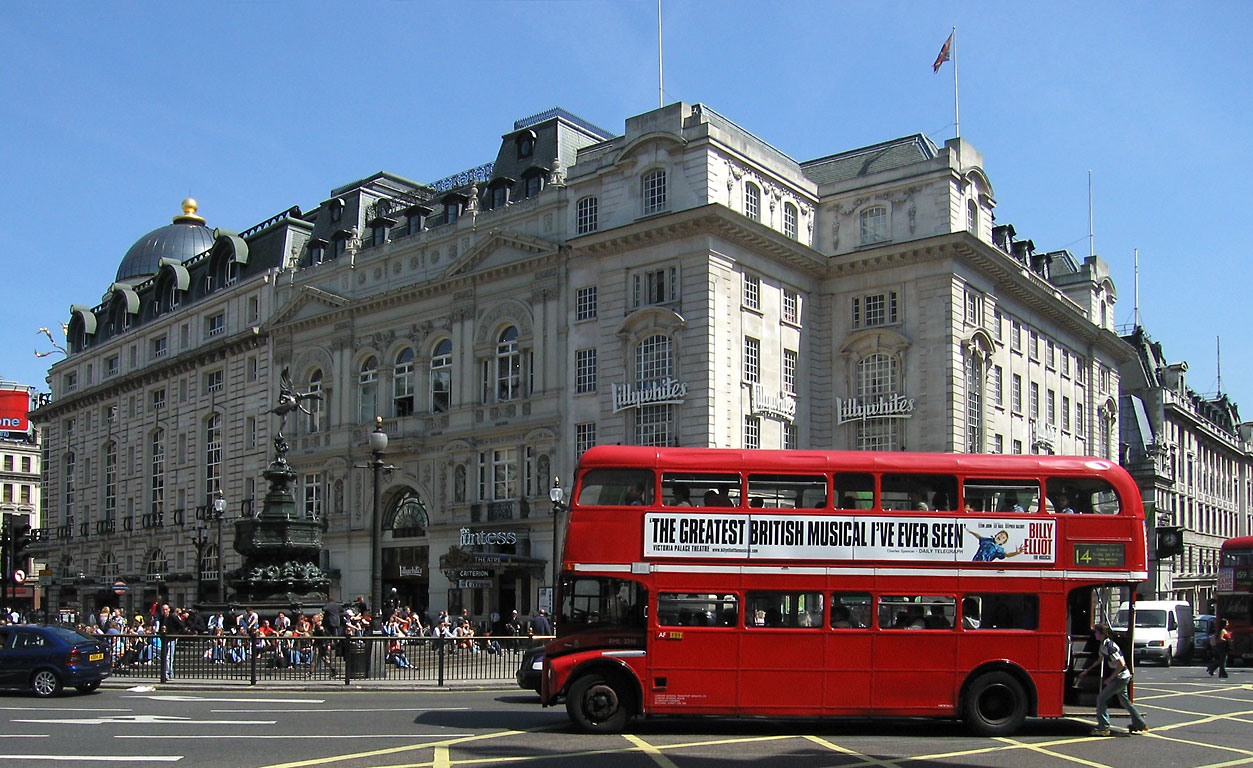
Een Routemaster doorkruist Piccadilly Circus, terwijl een rolschaatser probeert op het open achterbalkon te springen.

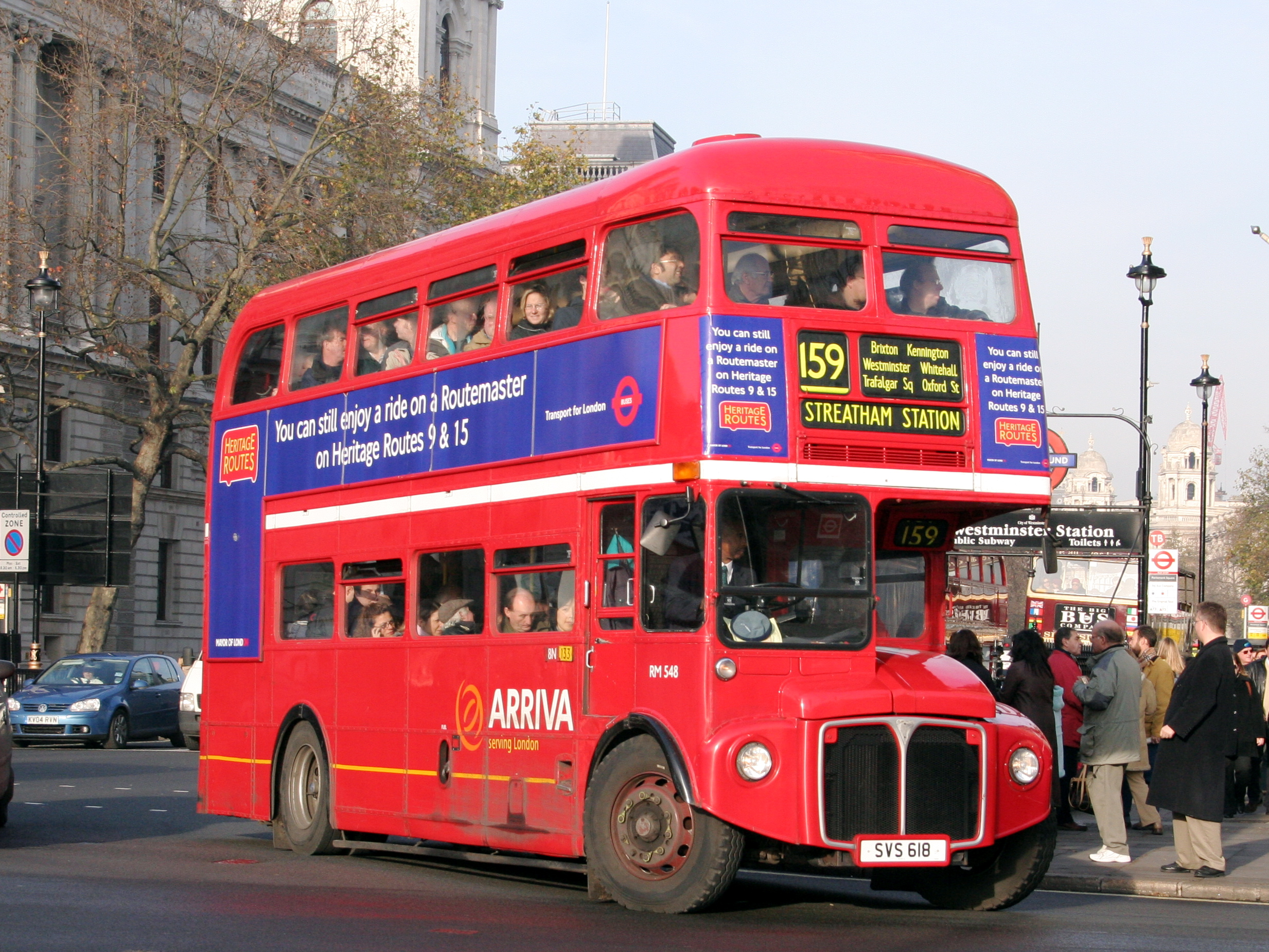
Afscheid van de Routemasters op lijn 159

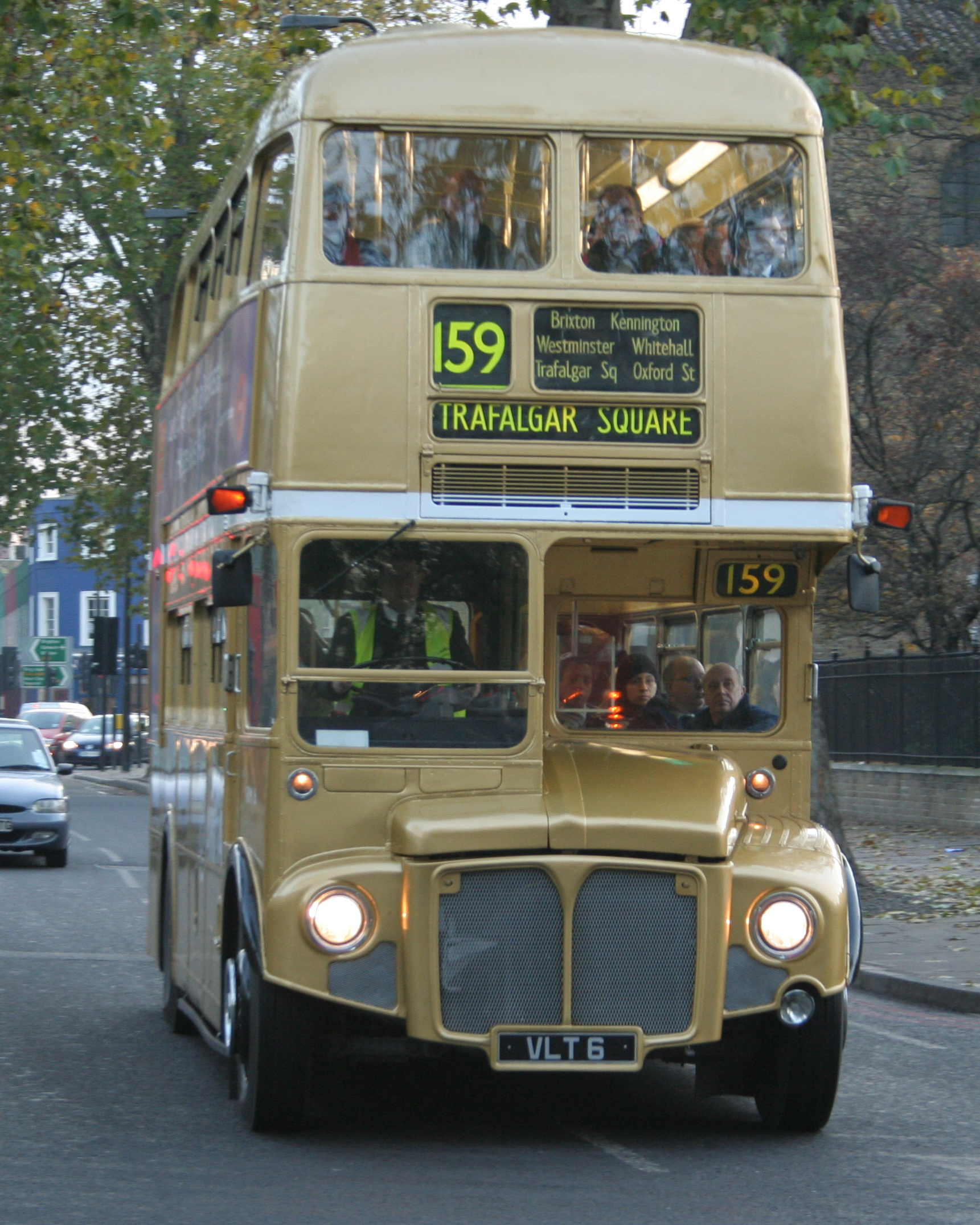
Golden Jubilee Bus RM6

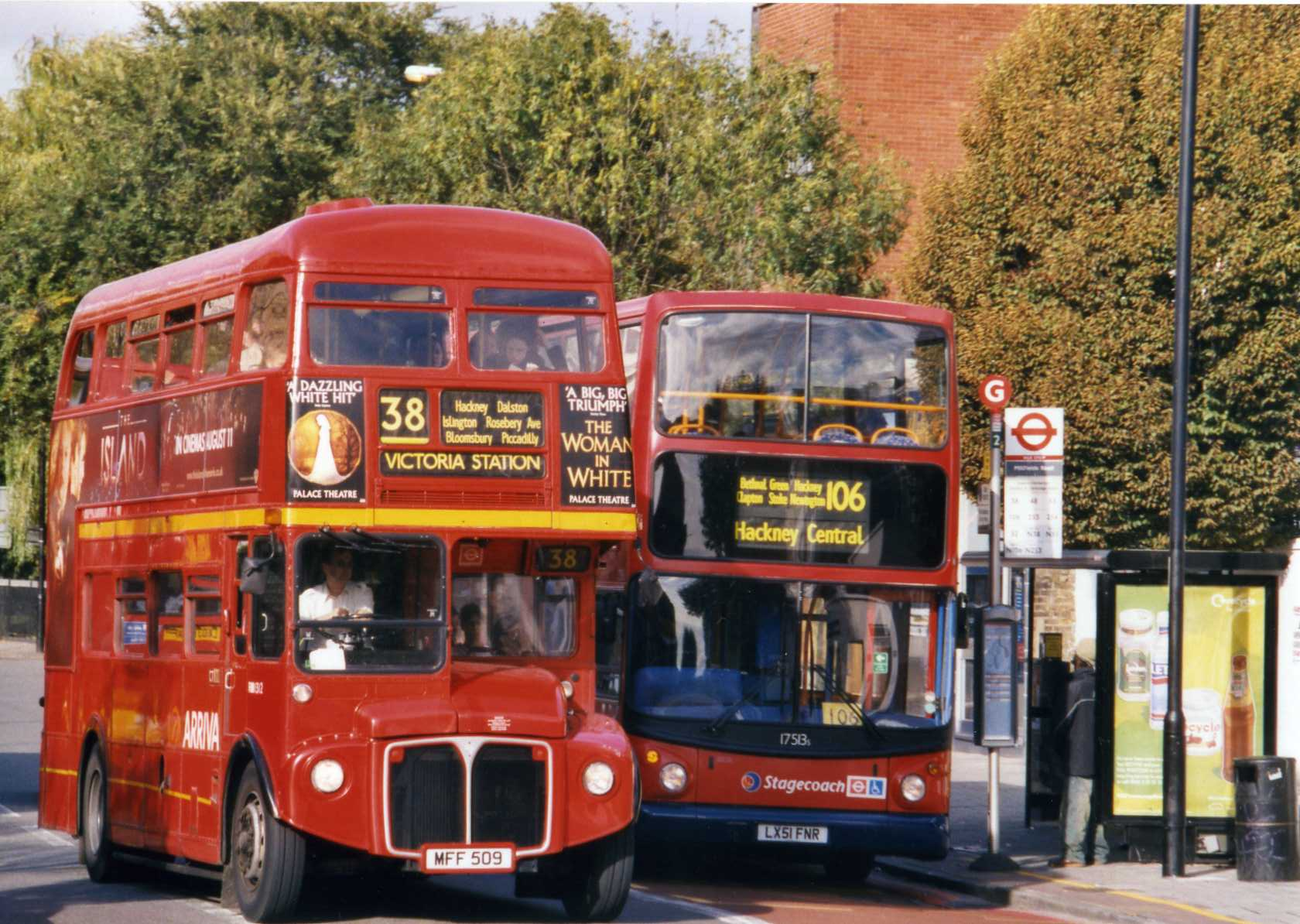
De "Haagse" Routemaster RM1312 nog in Londen in 2005

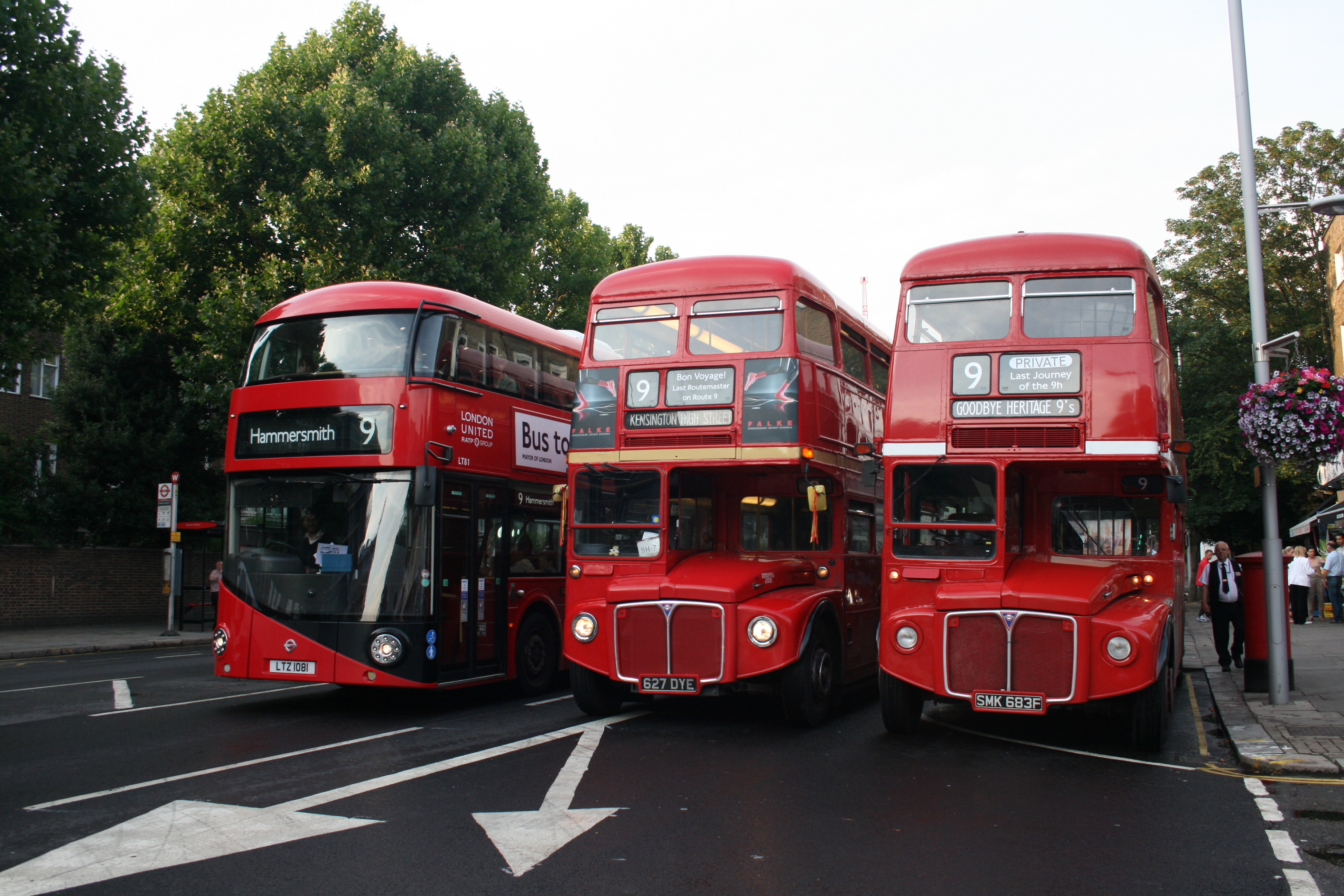
Twee Routemasters en een New Routemaster

De AEC Routemaster is de jaren-zestig-versie van de wereldberoemde Londense rode dubbeldeksbus, die in vaste dienst was tot eind 2005 en ook daarna nog op enkele lijnen te zien bleef. Tussen 1956 en 1968 werden van deze bus 2876 exemplaren gebouwd door Associated Equipment Company (AEC) en de carrosseriefabriek Park Royal Vehicles als zelfdragende autobus in twee varianten voor het Londense stadsbusnet: de RM en de langere RML. 

## Beschrijving
De bus is in principe gebaseerd op het model van de dubbeldekker RT, waarvan 6956 exemplaren tussen 1938 en 1954 door AEC in samenwerking met London Transport zijn gebouwd. Het ontwerp van de Routemaster bevat vele innovaties, onder meer door technieken uit de luchtvaart, zoals het gebruik van lichtgewicht aluminium voor de zijbeplating. De zelfdragende carrosserie - met stalen subframes maar zonder zware chassisbalken - maakt een grote gewichtsbesparing mogelijk. De bussen hebben onafhankelijke voorwielophanging, stuurbekrachtiging, een volautomatische versnellingsbak en een hydraulisch remsysteem. De dieselmotor in liggende positie bevindt zich in langsrichting voorin, onder een motorkap.
Een Routemaster verschilt van modernere dubbeldeksbussen door de open achterkant waardoor passagiers gemakkelijk kunnen in- en uitstappen. Ook is een lopende conducteur aanwezig en daarom hoeft de chauffeur, die in een aparte cabine zit zonder verbinding met het reizigerscompartiment, geen kaartjes te controleren. De Routemaster (RM) was het laatste Britse bustype met deze traditionele indeling, maar de op dezelfde manier ingedeelde voorganger AEC Regent III (RT) was nog veel talrijker.
De ontwikkeling van dit type begon al in 1947. De Routemaster werd geïntroduceerd op 8 februari 1956. De serieproductie startte in 1958 en liep tot 1969. De Routemaster, waarvan er 2876 gebouwd zijn, is gebruikt tot eind 2005. 

## Vervanging
De Routemasters werden sinds de jaren tachtig vervangen door nieuwe bussen. Hiervoor was een aantal redenen:
- de levensduur: bussen hebben een beperkte levensduur en in het drukke Londense verkeer, waar continu moet worden opgetrokken en geremd, slijten zij sneller dan elders - in dit opzicht hebben de Routemasters het lang volgehouden;
- de kosten: de bus was duurder in het gebruik, mede doordat er behalve een chauffeur ook een conducteur nodig was;
- de veiligheid: door de hoge leeftijd, het open instapbalkon en de onoverzichtelijkheid waren deze bussen minder veilig dan de gelede bussen waardoor ze werden opgevolgd;
- de toegankelijkheid: mindervaliden, ouderen en kinderwagens konden door de hoge ingang minder gemakkelijk aan boord komen - dat was in strijd met Europese regels en lagevloerbussen kennen dit probleem niet.

Op 9 december 2005 reed voor het laatst een Routemaster op een reguliere buslijn (159). Een van de beroemdste onderdelen van het Londense straatbeeld was hiermee zo goed als verdwenen. Tachtig jaar lang behoorden deze dubbeldekkers en hun directe voorgangers van het verwante type RT tot de populairste kenmerken van Londen - tezamen met de Big Ben, de Tower Bridge, de Theems en de rode telefooncel.
De bussen waren na 2005 nog niet geheel uit het Londense straatbeeld verdwenen, want enkele Routemasters bleven voor het toerisme op twee "heritage"-routes rijden (de lijnen 9 en 15), in combinatie met modernere bustypen.
De meeste Routemasters werden gesloopt, maar veel exemplaren bleven voortleven, geconserveerd en gerestaureerd door busliefhebbers verspreid over het Verenigd Koninkrijk. Ook werden veel Routemasters naar het buitenland verkocht. Op vele plekken in de wereld zijn ze aan te treffen bij bijzondere ritten, festivals en andere manifestaties, waar ze de aandacht trekken als typisch element van Engelse folklore.

## Varianten
Bij speciale gelegenheden kregen Routemasters weleens een bijzondere beschildering. Zo werd een van de oudste exemplaren, RM6, goud gekleurd ter gelegenheid van het gouden jubileum van koningin Elizabeth II in 2002.
Ook waren de rode stadsbussen in Londen niet de enige Routemaster-typen:
- London Transport had ook een groene "coach"-versie voor de Green Line-diensten naar het Londense buitengebied.
- Er bestond een "BEA"-versie - met eenassige bagage-aanhangwagen - voor de verbinding met de luchthaven Londen Heathrow.
- Als enige busbedrijf buiten de Londense regio kocht de in Gateshead (Noordoost-Engeland) gevestigde Northern General Transport Company ook een serie Routemasters.

Deze varianten hadden afsluitbare vouwdeuren en misten dus het typerende open achterbalkon.

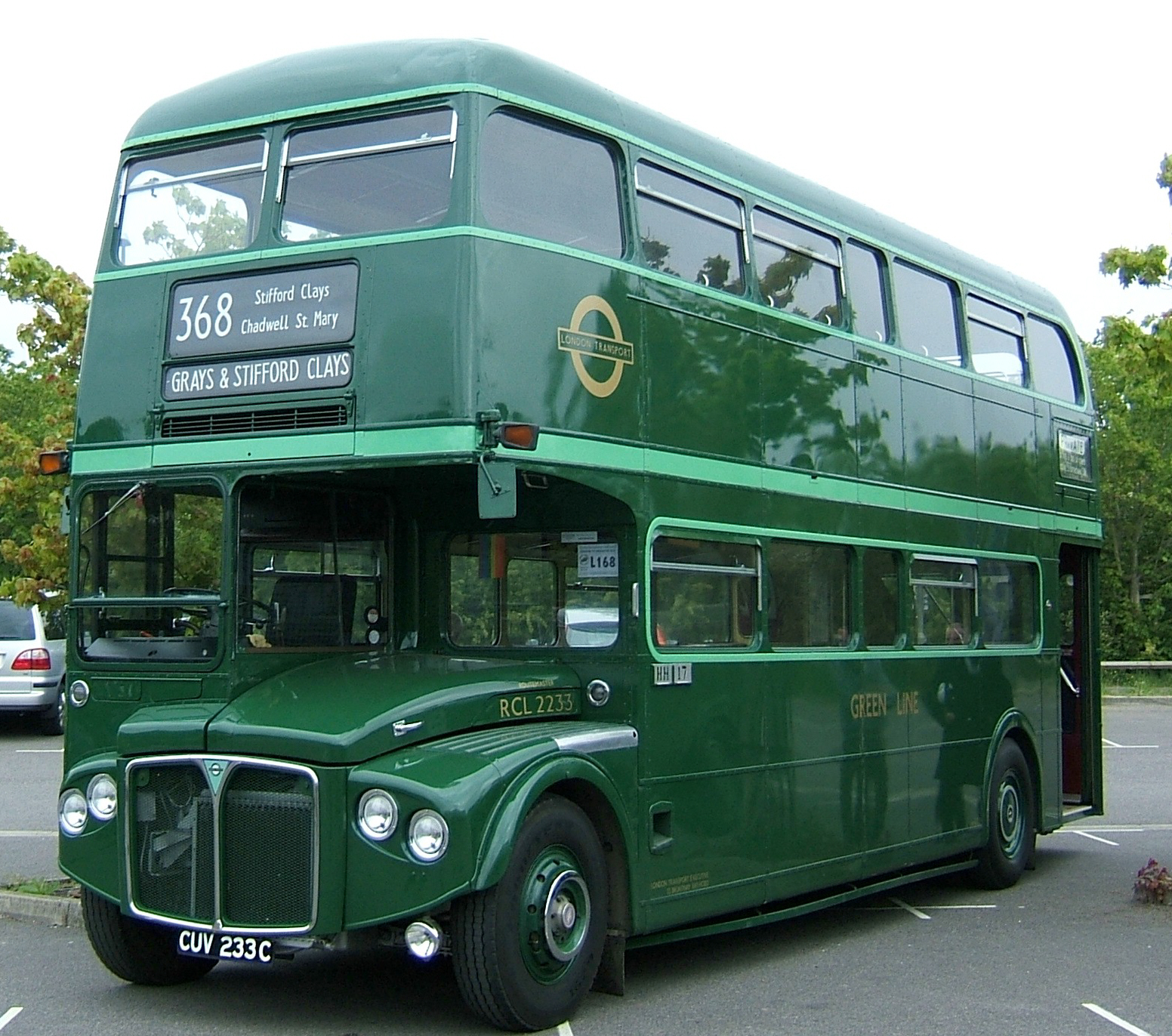
Green Line Coach-versie met afsluitbare vouwdeuren achteraan
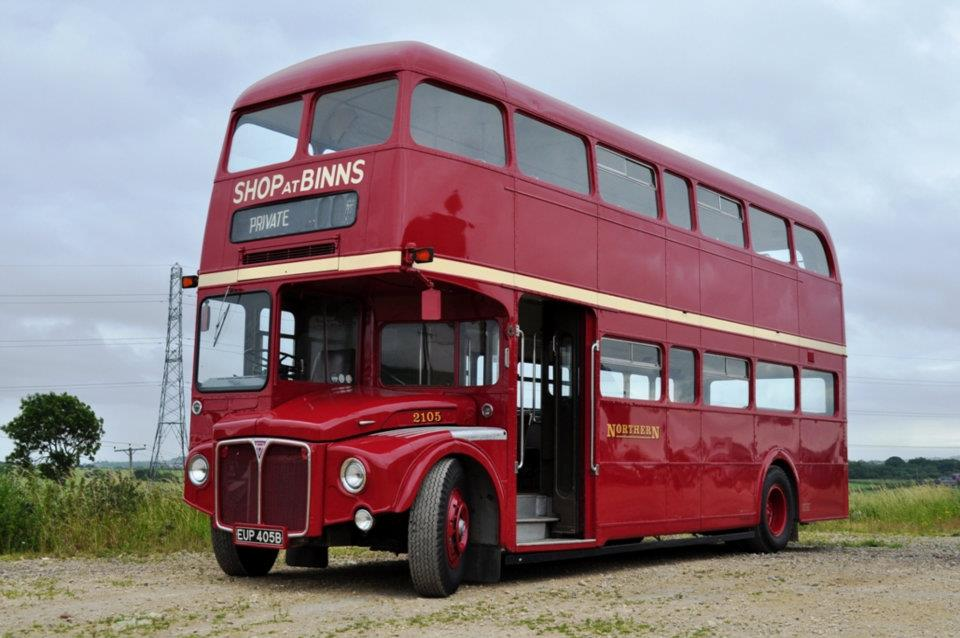
Routemaster van Northern General (in Noord-Oost-Engeland), met afsluitbare vouwdeuren vooraan
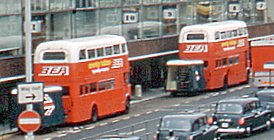
BEA-Routemasters met bagage-aanhangers op Heathrow in 1972
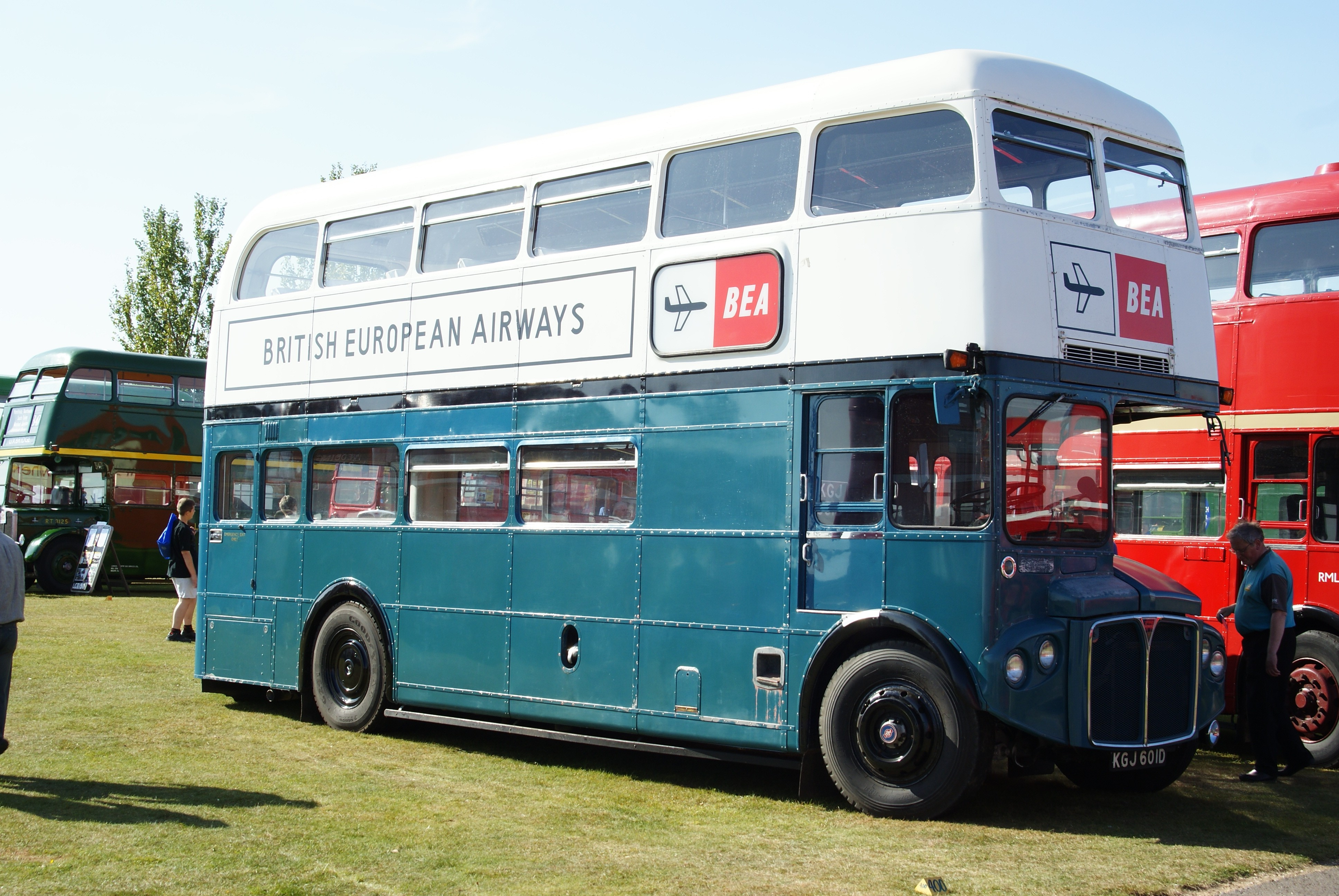
Gerestaureerde BEA-Routemaster in de oorspronkelijke kleuren
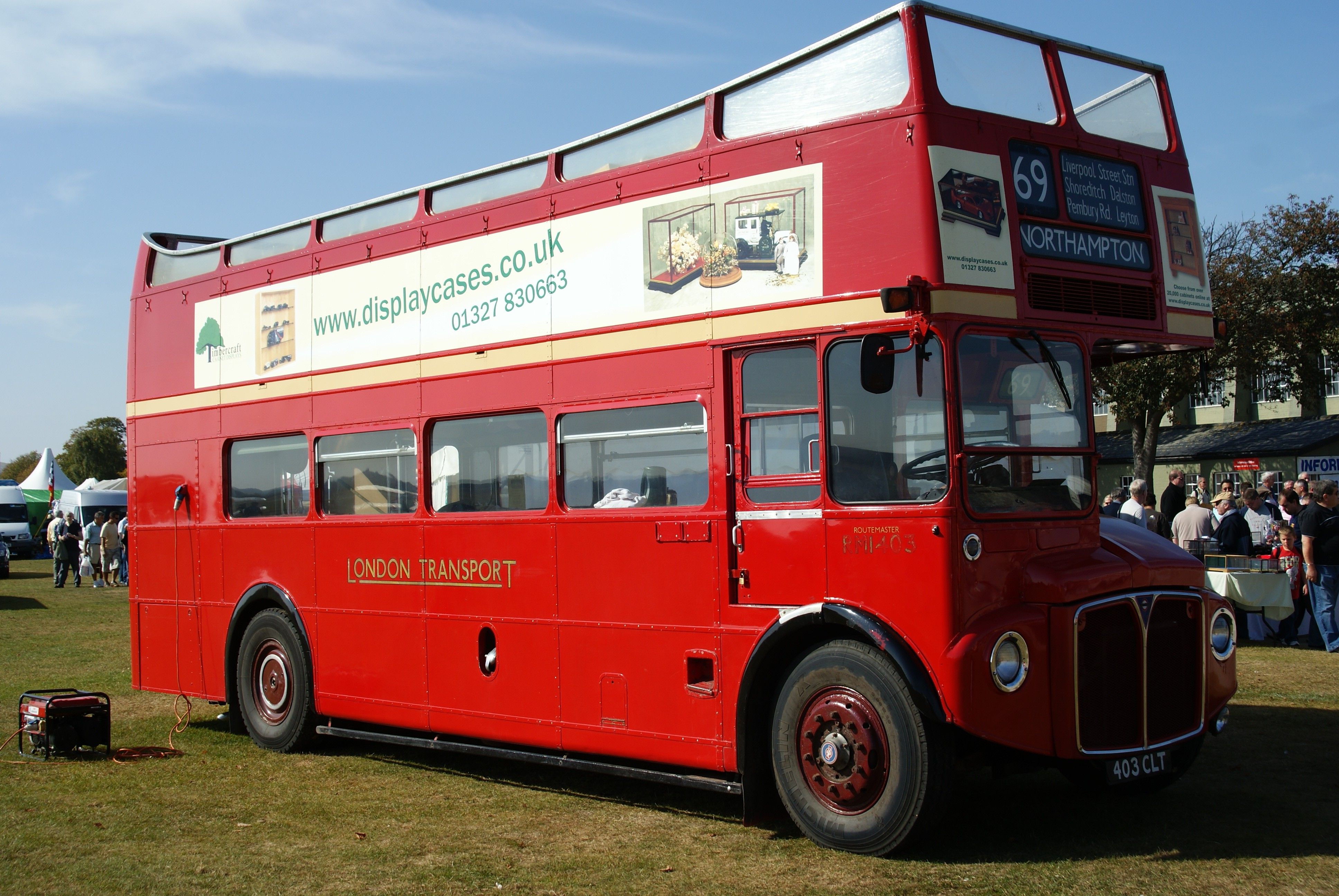
Een vroegere Routemaster, verbouwd met 'open top'

## Museumbussen
Veel Routemasters zijn in Engeland bewaard gebleven en worden door liefhebbers met zorg opgeknapt en onderhouden. Ook in vele landen buiten Engeland rijden ex-Londense Routemasters voor plezierritten. De routes moeten wel zorgvuldig gekozen worden omdat de Routemaster een highbridge-dubbeldekker is die lang niet alle viaducten schadevrij kan passeren. De hoogte is ongeveer 4,40 m, terwijl de bruggen op snelwegen berekend zijn op 4 m. Daarom ziet men op het Europese vasteland vaker lowbridge-dubbeldekkers zoals de Bristol Lodekka, die door het publiek ten onrechte voor een Londense dubbeldekker worden aangezien, vooral als ze de rode kleur hebben. In Nederland beschikt het Haags Bus Museum sinds 2006 over een authentieke AEC Routemaster, de in 1962 gebouwde RM1312, die eerst eigendom was van London Transport en later van Arriva na de privatisering van de exploitatie van het Londense openbaar vervoer.

## Gegevens

### RM "Standard Routemaster"
- Breedte: 8 ft = 243 cm
- Lengte: 27 ft 6 inches = 845 cm
- Hoogte: 14 ft 4½ inch = 436 cm
- Zitplaatsen: beneden 28 + bovendek 36 = totaal 64
- Aantal gebouwd: 2120

### RML "Lengthened Routemaster"
- Breedte: 8 ft = 243 cm
- Lengte: 30 ft = 914 cm
- Hoogte: 14 ft 4½ inch = 436 cm
- Zitplaatsen: beneden 32 + bovendek 40 = totaal 72
- Aantal gebouwd: 524

## Interieur

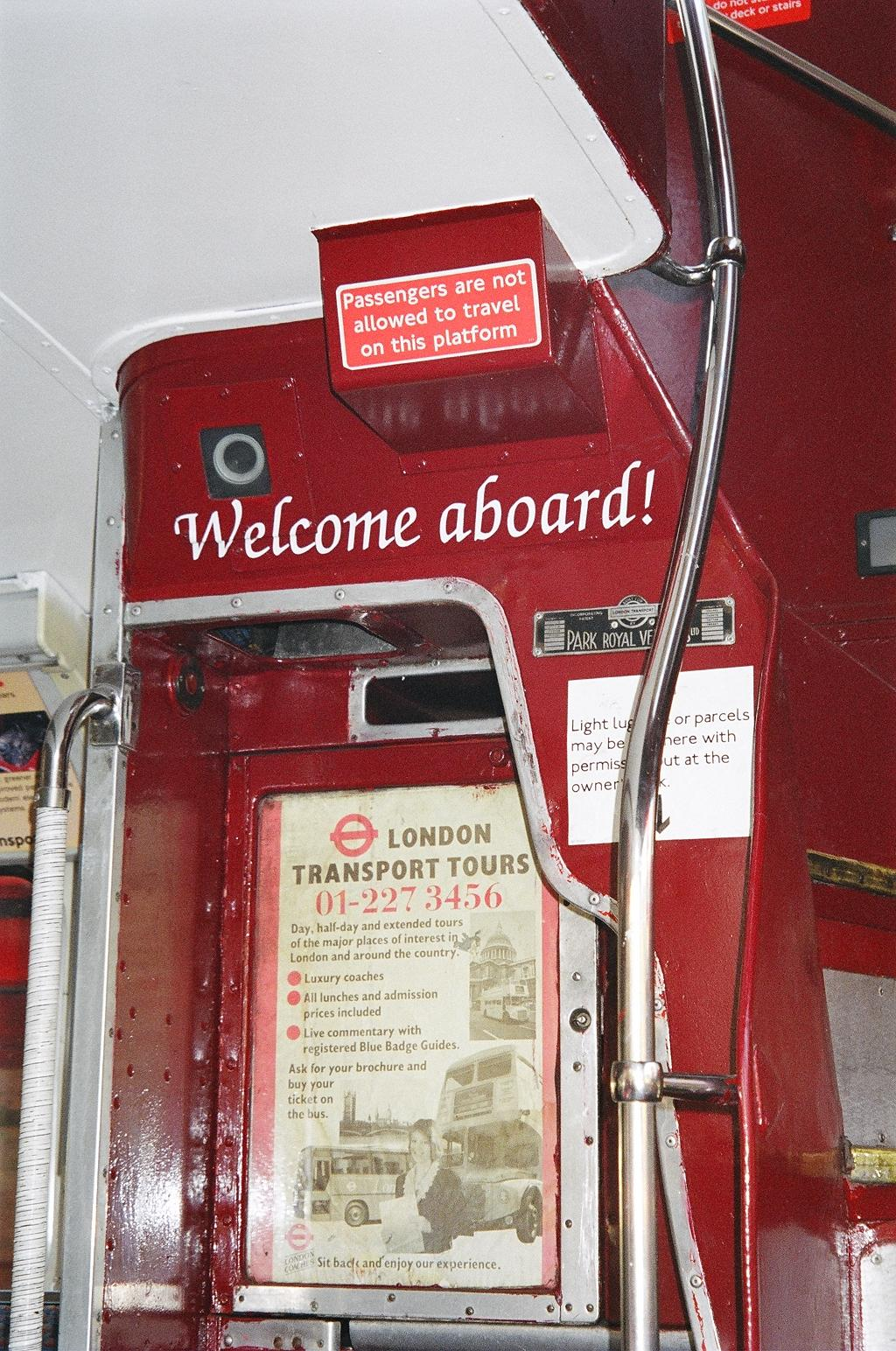
Welcome aboard!
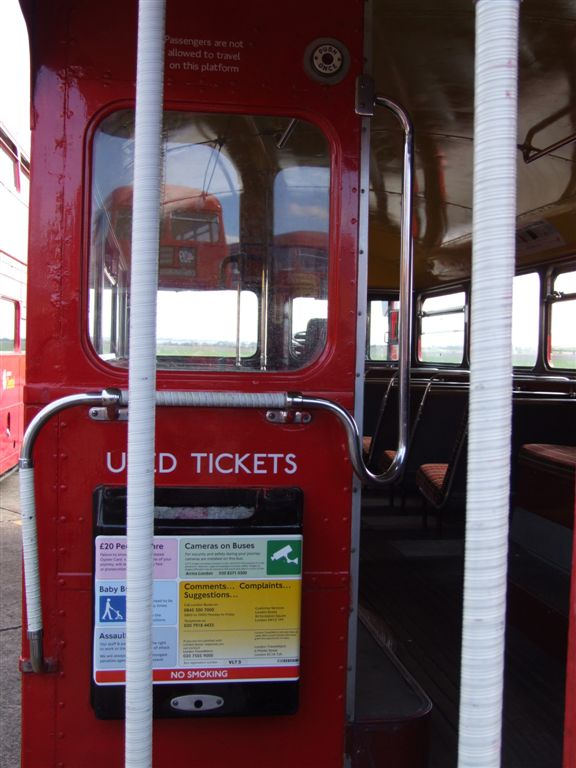
Achteringang
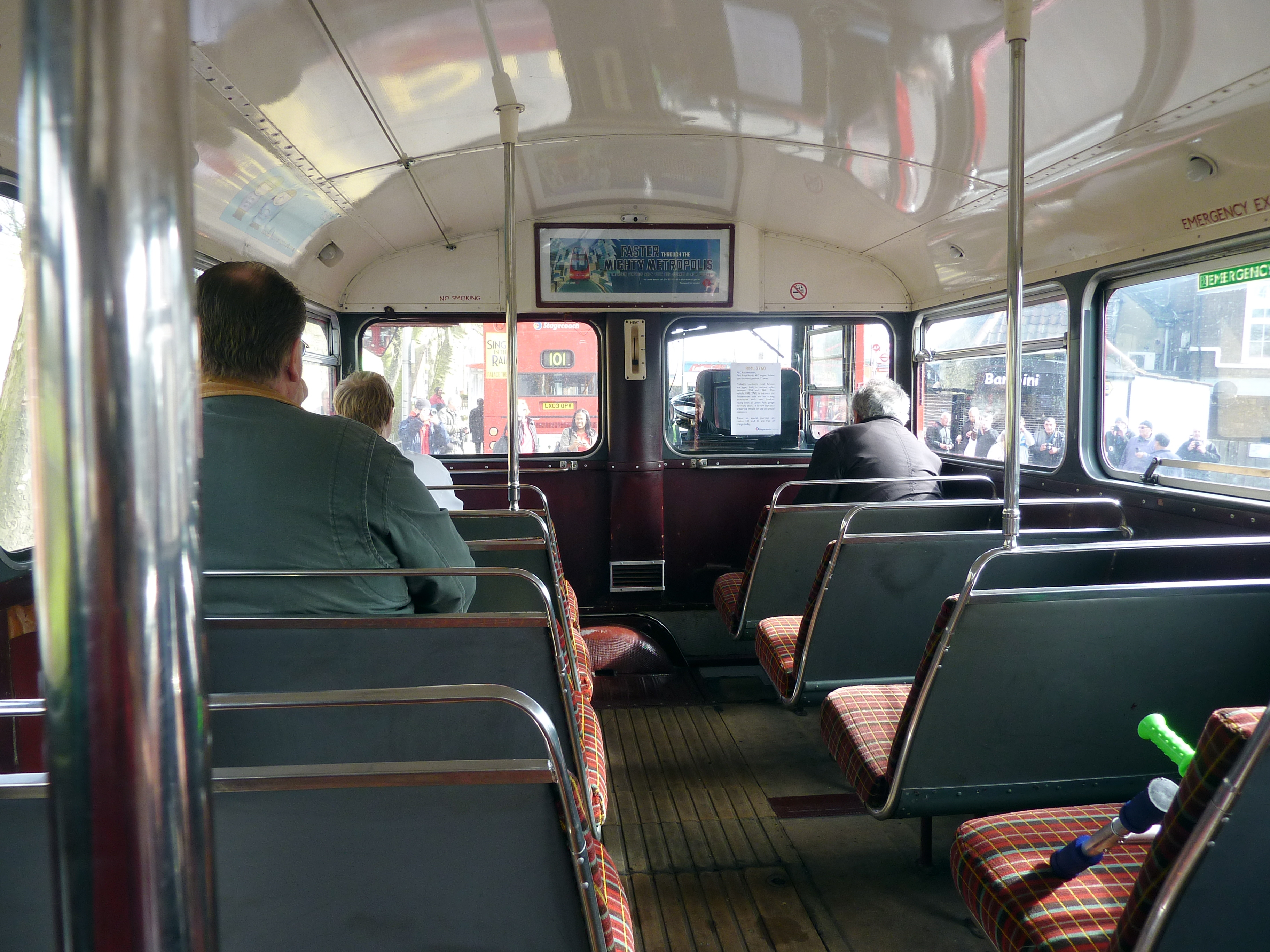
Benedendek
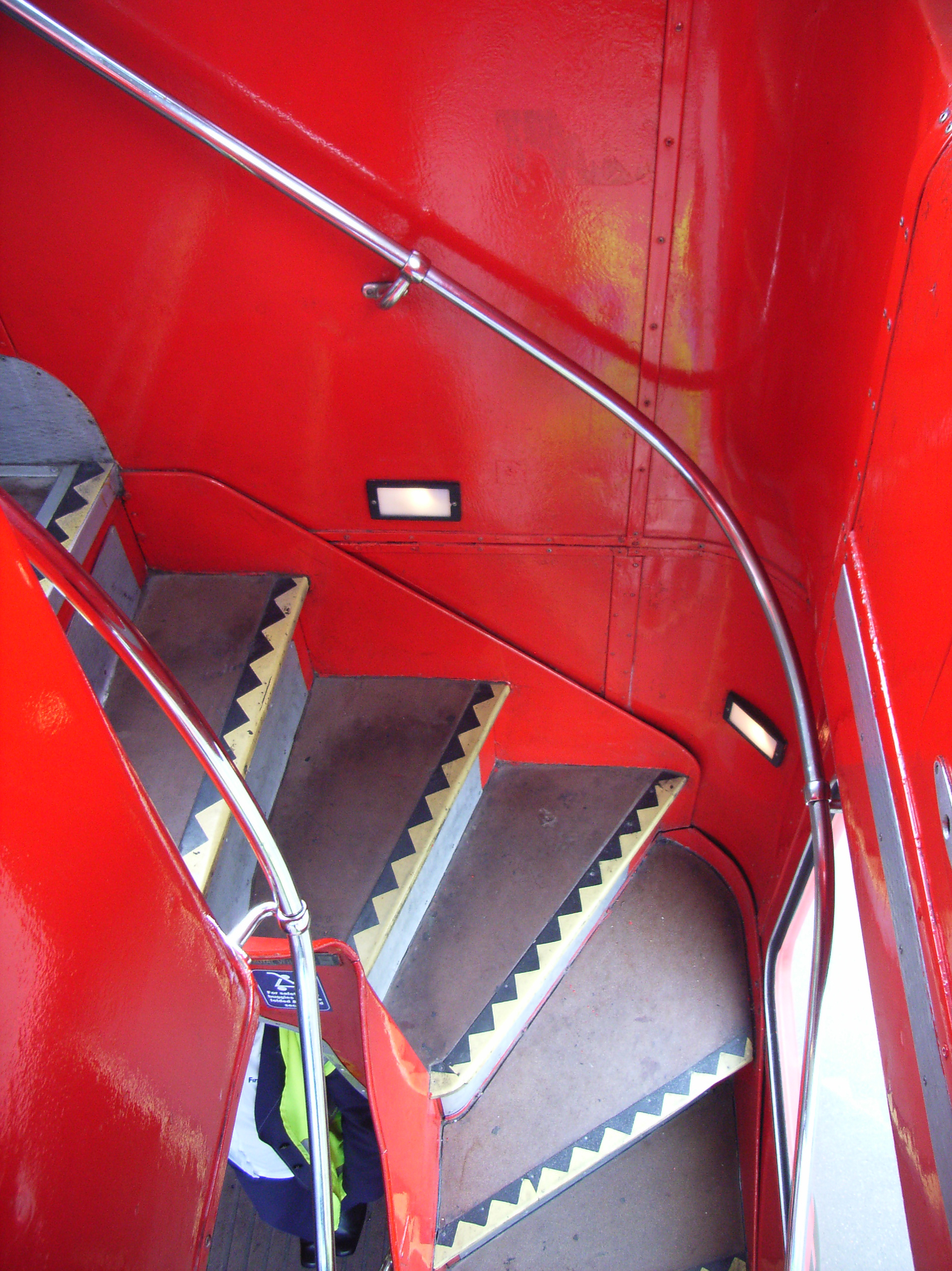
De trap
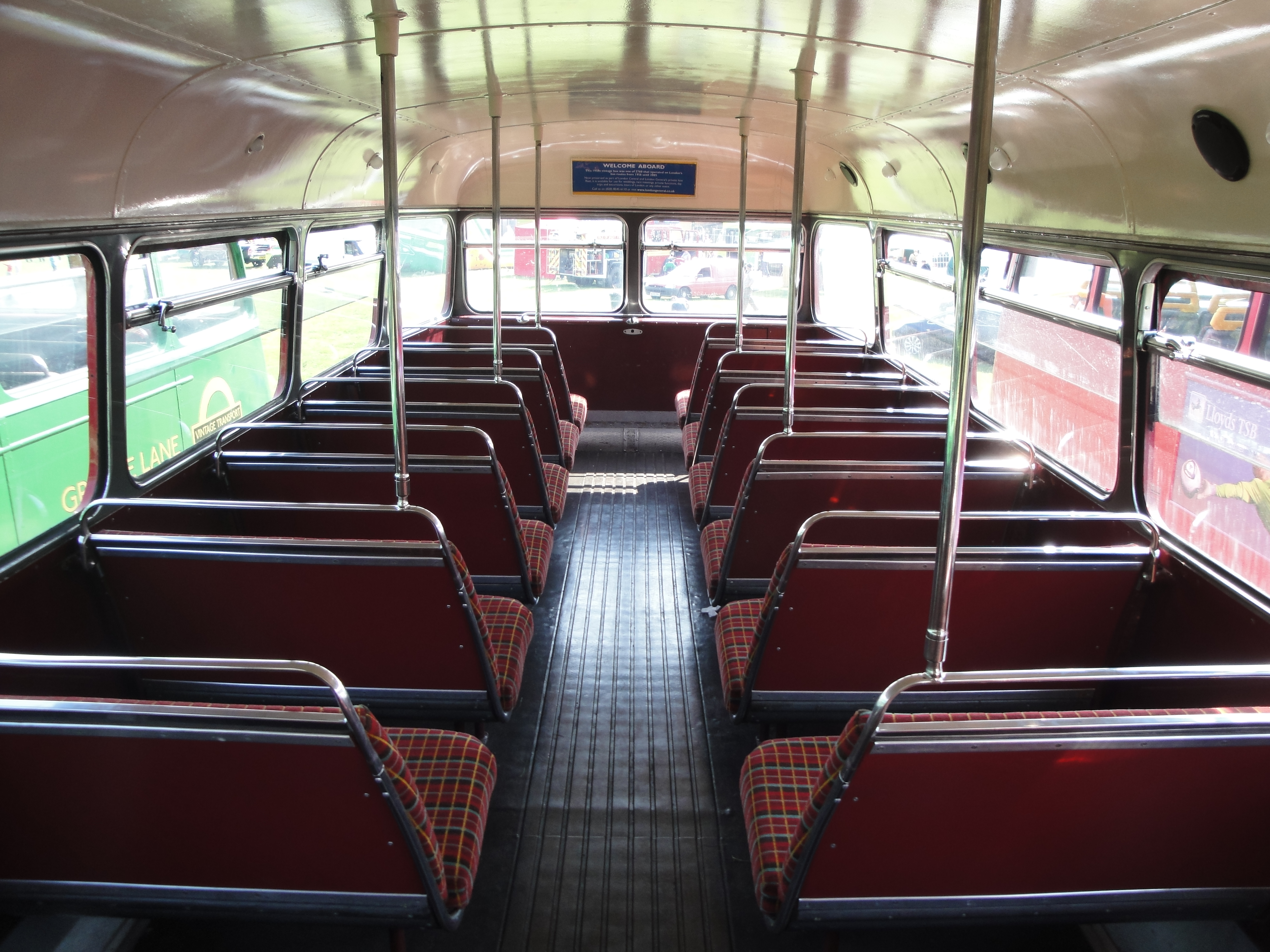
Bovendek
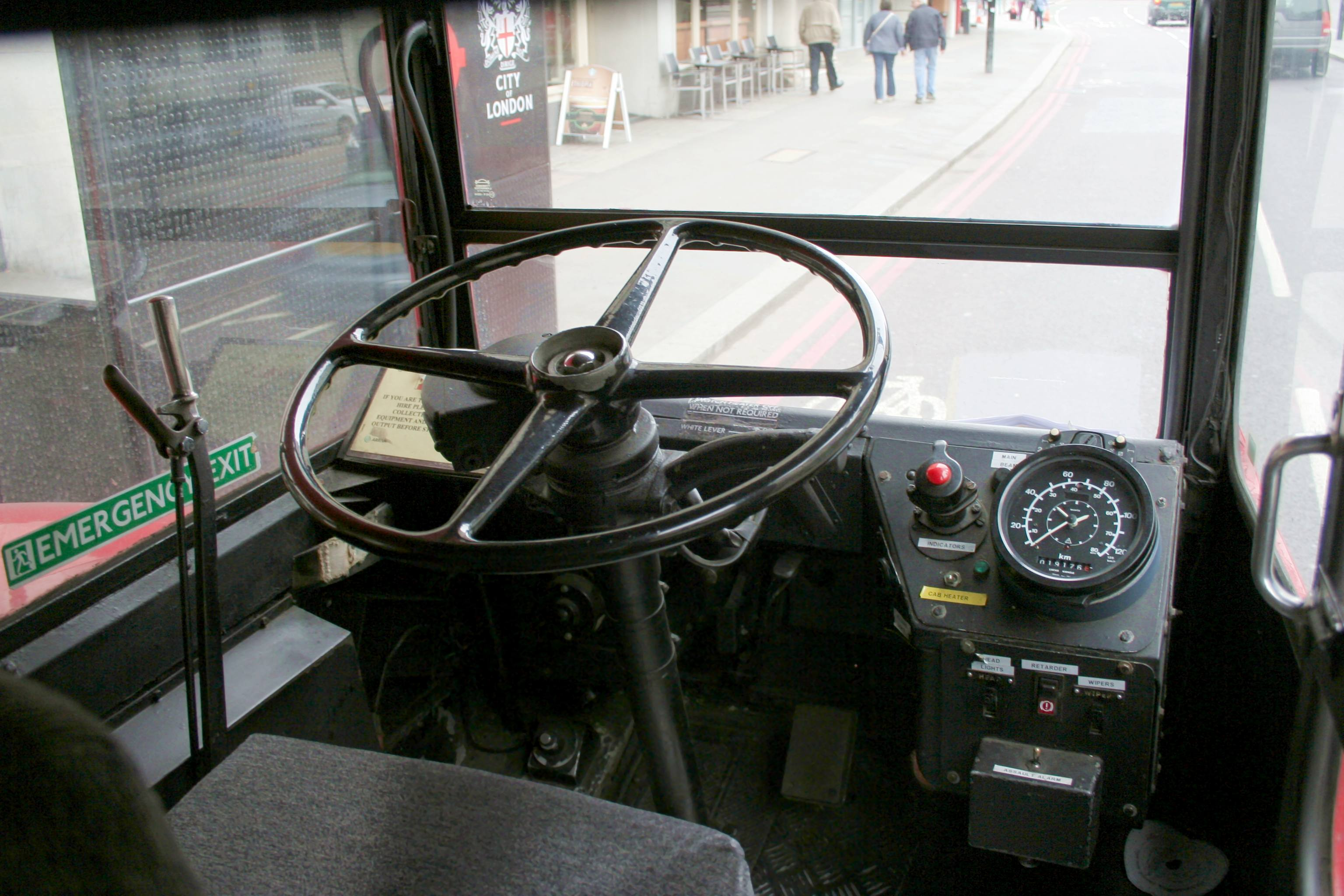
Chauffeurscabine
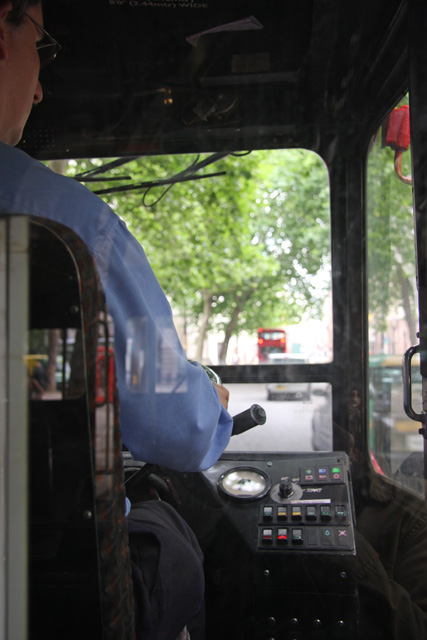
Onderweg
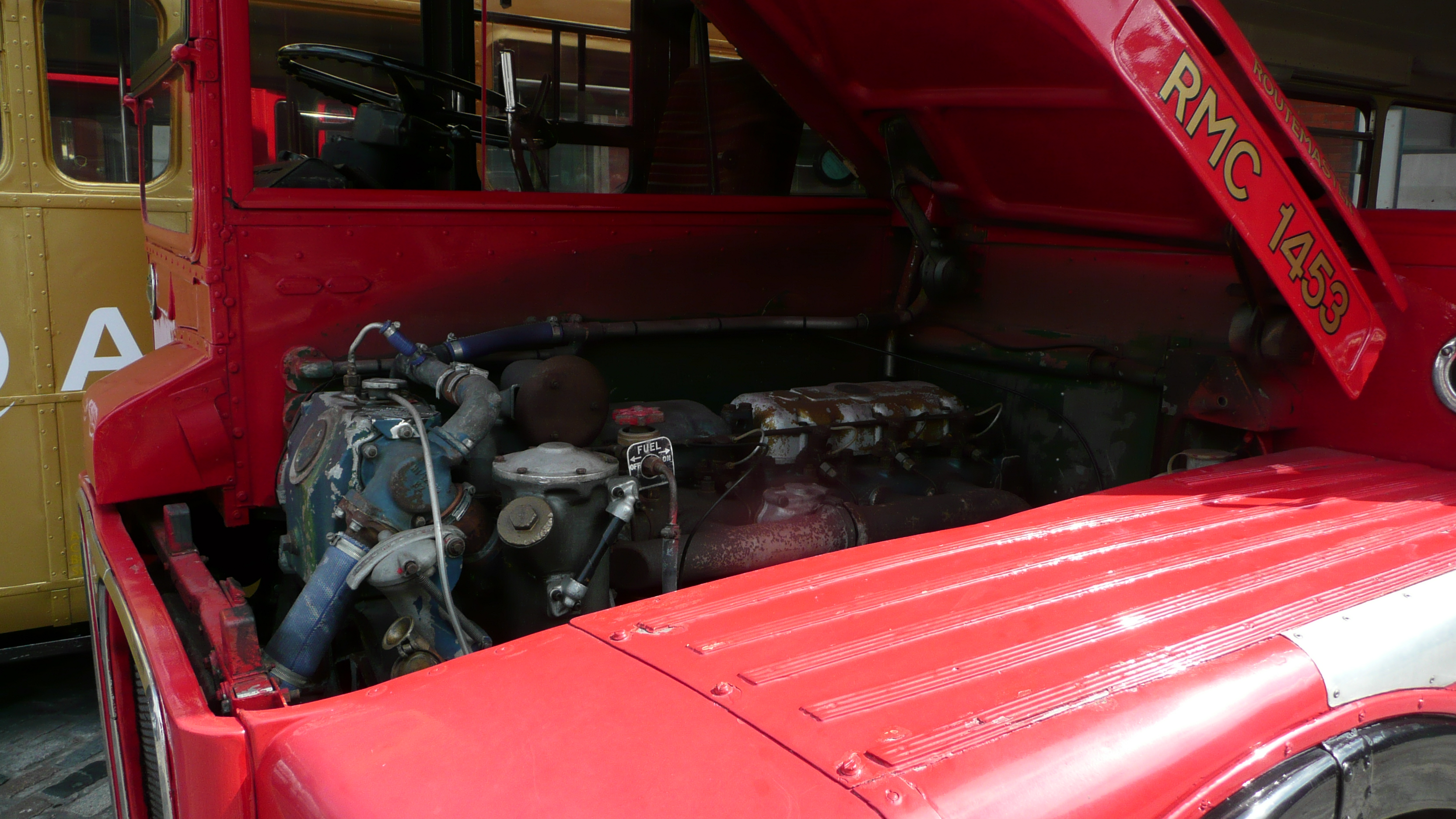
De motor

## New Routemaster
Burgemeester van Londen (Mayor) Ken Livingstone was zeer tevreden dat de Routemasters uit het stadsbeeld verdwenen. Volgens hem waren ze met hun open achterinstap en -uitstap in het drukke Londense verkeer niet meer te handhaven. Zijn opvolger als burgemeester, Boris Johnson, toonde zich bedroefd over het verdwijnen van het iconische voertuig. Hij kondigde in 2008 aan dat hij de Routemaster in de straten wilde terugbrengen. De vele moderne gelede bussen in Londen (die de bijnaam Bendy Bus hadden gekregen) - vaak van Duits fabricaat zoals de Mercedes-Benz Citaro - waren hem een doorn in het oog.
In 2010 werd het ontwerp voor de New Routemaster geopenbaard, een moderne hybride dubbeldekker. Door een open achterbalkon moest de reiziger het oude Routemaster-gevoel terugkrijgen. Vanaf de zomer van 2013 tot eind 2017 leverde Wrightbus 1000 "Borismasters" (de al snel ingeburgerde bijnaam) aan de vervoerders die de Londense buslijnen exploiteren onder de vlag van Transport for London.
Sinds in september 2016 op alle New Routemasters de conducteurs uit bezuinigingsoverwegingen werden afgeschaft blijft het achterbalkon permanent gesloten. Daarmee is het voornaamste nostalgische motief voor de komst van deze bussen weggevallen, maar de veiligheid is erbij gebaat.